# Periodo Woodland

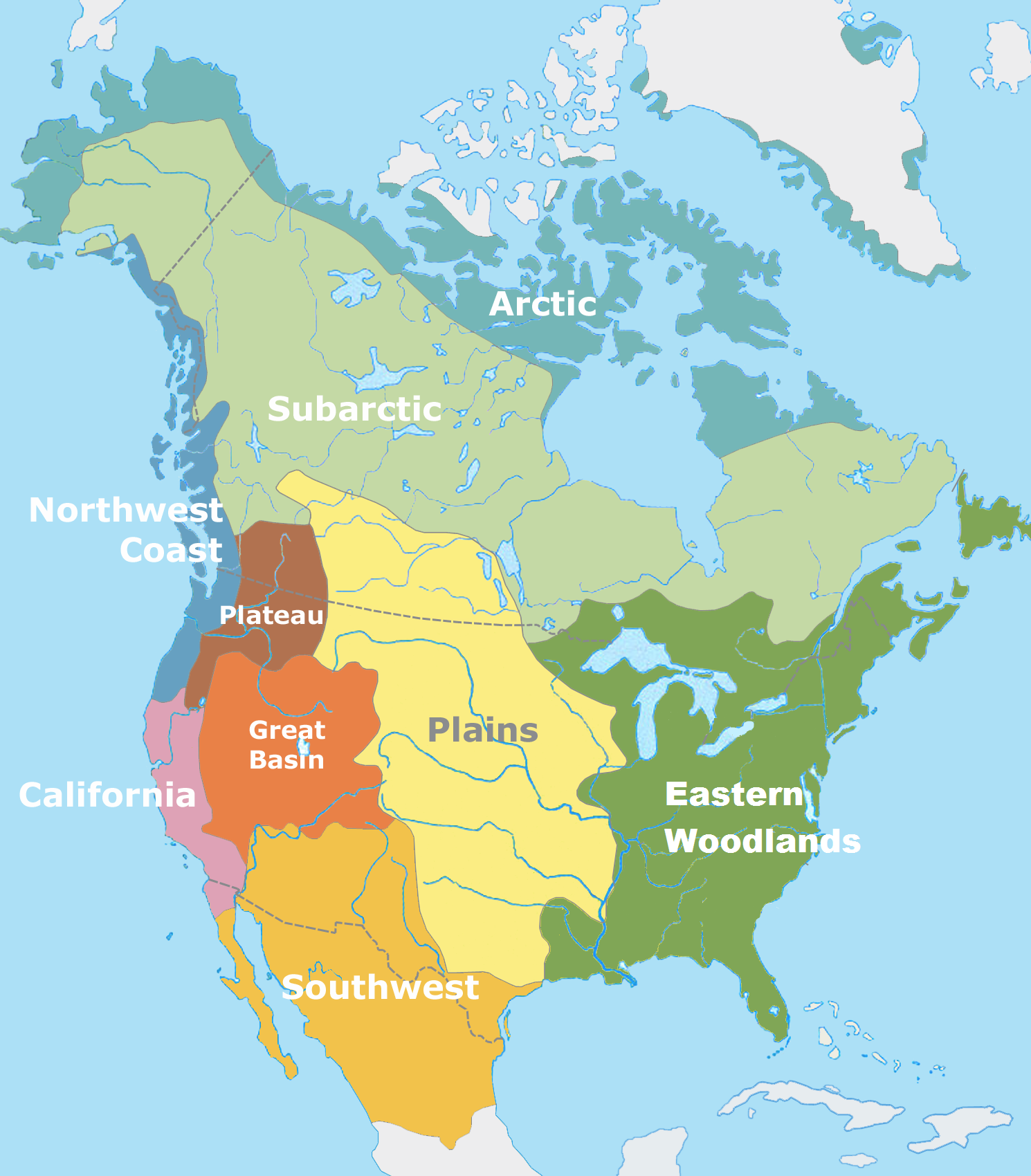
Area di sviluppo della cultura Woodland

Il periodo Woodland, o cultura Woodland, è una civiltà precolombiana sviluppatasi nel Nord America all'incirca nel periodo 1000 a.C. - 1400 d.C. L'area interessata è quella del Nord America orientale (detta  Eastern Woodlands) che si estende a nord dal limite della zona subartica fino al Golfo del Messico a sud. A nord-est dalle sorgenti del fiume Mackenzie, attraverso le vaste foreste boreali che circondano i Grandi Laghi fino alla costa atlantica ad ovest. Al centro comprende la valle del fiume Mississippi, fino al Golfo del Messico e ad ovest attraverso le foreste degli stati della Carolina del Nord e del Sud fino alla costa atlantica. Il termine "Woodland" fu introdotto la prima volta nel 1930 per indicare genericamente i siti preistorici che si collocavano storicamente fra il periodo arcaico dei cacciatori-raccoglitori e quello degli agricoltori del periodo Mississippiano. Il periodo Woodland è oramai riconosciuto come una delle principali fase di sviluppo culturale dei popoli preistorici dell'Eastern Woodlands. Gli aspetti che caratterizzano questa fase sono: la produzione di vasellame con argille temperate, la costruzione di tumuli funerari e l'inizio dello sviluppo di una economia basata sull'agricoltura. Il periodo viene tradizionalmente suddiviso in tre sottoperiodi: Primo Woodland, Medio Woodland e Tardo Woodland. All'interno del periodo Woodland e dei suoi sottoperiodi si svilupparono delle culture a carattere locale aventi propri elementi distintivi che ne permettono una specifica identificazione. Fra queste la Cultura di Adena nel primo Woodland,  la cultura Hopewell nel Medio Woodland, la cultura del Mississippi nel Tardo Woodland.

## Suddivisione e culture relative
Per la suddivisione del Periodo Woodland esistono diverse proposte. Una delle più note è quella proposta nel 1968 da Robert Silverberg che prevede tre sottoperiodi (fasi nella terminologia dell'autore): Primo Woodland (Early Woodland), Medio Woodland (Middle Woodland) e Tardo Woodland (Late Woodland). Questa suddivisione, proposta inizialmente per indicare le diverse fasi del Periodo Woodland nella valle dell'Ohio, venne poi utilizzata in senso geografico più ampio per tutto l'Eastern Woodland.

### Primo Woodland

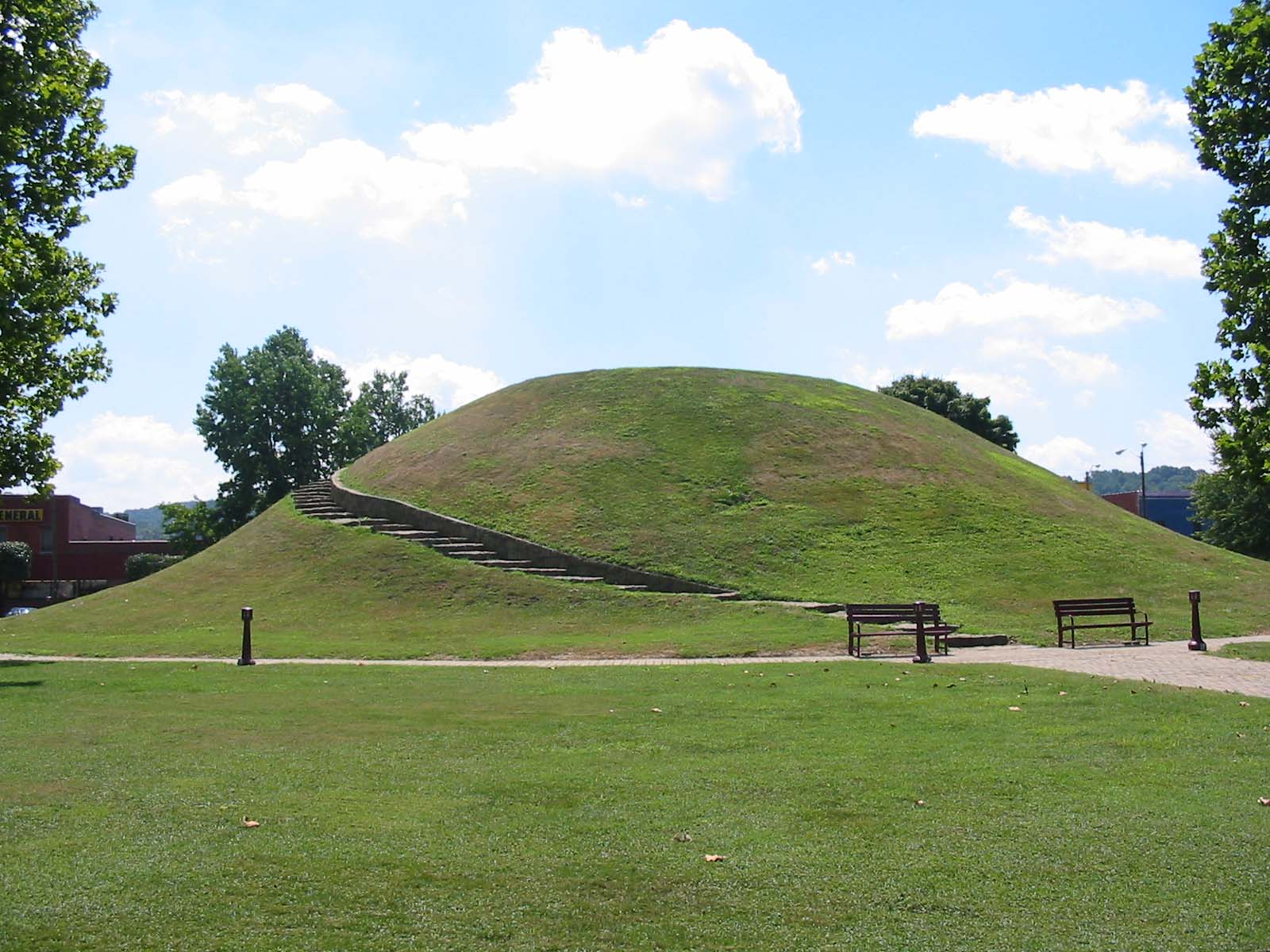
Tumulo fumerario di Criel Mound (Virginia Occidentale) appartenente alla cultura di Adena

Questo periodo è solitamente datato fra il 1000 ed il 200 a.C. La datazione iniziale è determinata dalla diffusione della produzione di ceramiche che costituisce l'elemento che più di ogni altro caratterizza il primo periodo Woodland e lo distingue dal precedente periodo Arcaico. Queste ceramiche sono costituite da grossi vasi spessi con una grande apertura ed una base piatta arrotondata. L'argilla è temperata con fibre vegetali nei primi tempi e con arenaria nei tempi successivi.
Gli scavi relativi ai siti del primo Woodland mostrano insediamenti generalmente abbastanza piccoli, composti probabilmente da non più di cinquanta, sessanta individui; anche se insediamenti più grandi sono presenti nel Tennessee occidentale. Le popolazioni del primo Woodland in molte zone sembrano ancora essere legate a tecniche di ricerca del cibo da risorse naturali (foraging) e nella migliore delle ipotesi sono stazionarie sono su base stagionale. L'organizzazione sociale appare in molte aree non avere stratificazioni o con stratificazioni minime.
Durante il primo Woodland cominciano ad apparire, in alcune aree, strutture relative alle pratiche mortuarie, quali ad esempio ossari e tumuli funerari. In alcune di queste strutture erano posti un gran numero di persone ad indicare una organizzazione sociale abbastanza egualitaria. Viceversa in altre aree i tumuli funerari sono riservati ad un più piccolo numero di individui, indicando un certo grado di differenziazione di status fra le persone. In realtà, quale e quanta differenziazione sociale esistesse nella società del primo Woodland, non è chiaro.
Sebbene la sussistenza delle popolazioni del primo Woodland dipendesse ancora in modo importante dalla caccia e raccolta di piante e frutti selvatici, era presente la coltivazione di piante quali zucche, chenopodium, iva annua e girasoli. Queste coltivazioni in realtà erano presenti anche da prima del 1000 a.C., ma è in questo periodo che si svilupparono maggiormente. È pertanto probabile che provviste dei semi di queste piante venissero nascosti in grotte o altri luoghi riparati per la semina successiva. Da resti ritrovati in grotte del Kentucky abitate da popolazioni del periodo è stato calcolato che al massimo due terzi della dieta era costituito da piante coltivate. La coltivazione del mais nel periodo era molto limitata e non divenne importante fino alla fine del periodo Woodland. Lo sviluppo agricolo un fu uniforme sul territorio, in aree ricche di risorse naturali, quali ad esempio la parte inferiore della valle del Mississippi, a il sud della Florida, lo sviluppo agricolo fu minimo.
In una prospettiva più ampia si può dire che il Primo Woodland è la continuazione del precedente Periodo Arcaico, in cui le tendenze già iniziate in tale periodo si intensificano. Lo stile di vita delle popolazioni non cambia in modo sensibile, essi continuano per lo più a vivere di raccolta e della caccia di selvaggina. La coltivazione di piante continua e si intensifica costituendo un elemento accessorio della dieta. Le comunità sono piccole di circa 50 individui che vivono semi stabilmente in insediamenti di poche case raggruppate. I segni più visibili del cambiamento sono costituiti dalla diffusione della ceramica e dalla costruzione di semplici tumuli funerari di forma conica.
Le principali culture che si svilupparono nel primo Woodland sono la Cultura di Adena nella valle dell'Ohio, la Cultura di Deptford nella parte sud della costa atlantica e nella zona del cosiddetto Florida Panhandle (zona est del Golfo del Messico), la Cultura di Tchefuncte nella bassa valle del Mississippi, la tradizione Meadowood ed il complesso funerario Middlesex nella parte orientale dei Grandi Laghi.

### Medio Woodland

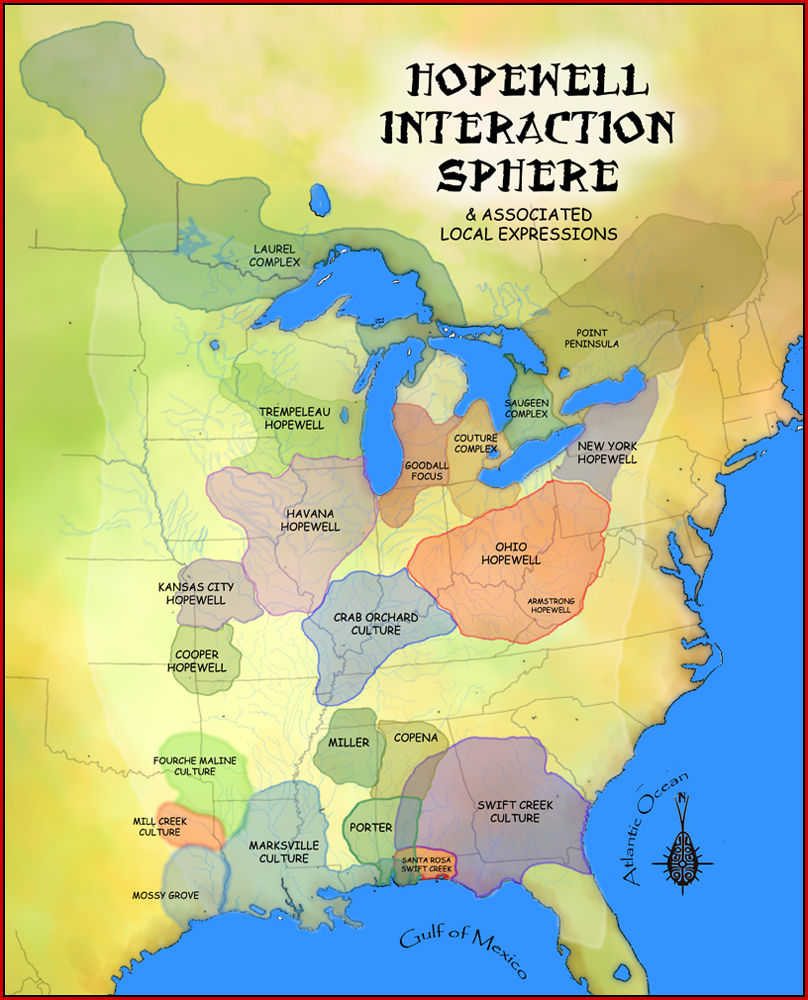
Area di sviluppo della tradizione Hopewell e culture locali

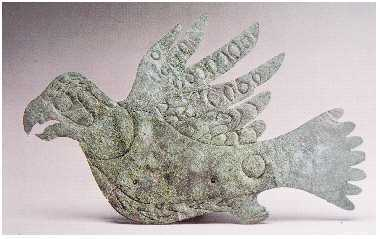
Falco in rame proveniente dal sito Hopewell di Mound City

Il Medio Woodland è datato all'incirca fra il 200 a.C. ed il 400 d.C. In questo periodo si assiste ad una evoluzione nella costruzione dei tumuli funerari, ad un maggiore scambio di manufatti ed allo sviluppo di pratiche per la sepoltura. L'insieme di questi tratti, comune a molte aree dell’Eastern Woodland, prende il nome di tradizione, o cultura, Hopewell. Il termine Hopewell, utilizzato inizialmente per indicare una serie di siti archeologici posti nell'alta valle dell'Ohio, è stato poi utilizzato in senso più estensivo per indicare un sistema culturale, cerimonialismi funerari, ed una rete di scambi commerciali che carettarizza gran parte delle popolazioni dell’Eastern Woodland nel periodo del Medio Woodland.
I tumuli funerari, che nel Primo Woodland erano semplici cumuli di terra eretti sopra i defunti, nel medio Woodland diventano strutture più complesse dotate in alcuni casi di strutture di accesso e camere crematorie. L'apice di questi cerimonialismi viene raggiunto nella regione dell'alta valle del fiume Ohio fra il 300 ed il 500 d.C. (Valle del fiume Scioto).
In questo periodo si assiste anche ad un notevole sviluppo del commercio di materie prime quali rame, argento, mica, quarzo, cloriti e galena. Questi minerali venivano lavorati in vario modo per produrre attrezzi e ornamenti indicativi dello status del proprietario e che andavano poi ad ornarne la tombe alla sua morte. Nei siti Hopewell sono stati ritrovati diversi manufatti con effigi, di mammiferi, uccelli e pesci, effigi umane con parti del corpo, teste e mani.
L'area di maggiore fermento in questo periodo è quella del sud dell'Ohio e dell'Illinois sud occidentale in cui si sviluppano le due culture Hopewell più antiche: la cultura detta Ohio Hopewell nella valle del fiume Scioto in Ohio e la cultura detta Havana Hopewell nelle valli dei fiumi Illinois e Mississippi in Illinois. Da queste culture base la tradizione Hopewell raggiunge praticamente tutto l'Eastern Woodland dalla regione dei grandi laghi al Golfo del Messico e dalla costa atlantica al Midwest.
Lo sviluppo della cultura Hopewell nelle regioni del sud-est avviene con un certo ritardo temporale rispetto alle regioni del nord-est. In particolare per quanto riguarda le pratiche funerarie e la costruzione di tumuli complessi, venegono definiti per il sud-est tre periodi chiamati Burial Mound 1, 2 e 3. Il periodo Burial Mound 1 (1 - 300 d.C.) comprende la prima fase di costruzione dei tumuli funerari nella region e corrisponde alla parte centrale del Medio Woodland nell'area dell'Ohio. I tumuli funerari datati in questo periodo assomigliano fortemente a quelli Hopewell del nord ed i manufatti rinvenuti nelle tombe sono di classico stile Hopewell. Il periodo Burial Mound 2 (300 - 600 d.C.) corrisponde alla fase finale del periodo Hopewell in cui il relativo sistema di commercio è in declino. I tumuli del sud-est relativi a questo periodo mostrano delle differenze locali. I manufatti provenienti dal nord sono più rari, rimpiazzati da prodotti locali di stile diverso.  Il periodo Burial Mound 3 (600 - 1000 d.C.) è decisamente post-Hopewell e si colloca nel Tardo Woodland.
Durante questo periodo continua e si sviluppa maggiormente la coltivazione di piante quali il girasole, chenopodium e l'iva annua. Per quanto riguarda la coltivazione del mais, che pure viene effettuata, non si avrà uno sviluppo importante fino alla fine del periodo Woodland, intorno al 900 d.C. Viceversa viene sviluppata la coltivazione del tabacco che viene utilizzato nelle cerimonie rituali. Questo fatto è anche testimoniato dal largo ritrovamento di pipe sacre nei vari siti woodland della regione.

### Tardo Woodland
Il Tardo Woodland è datato all'incirca fra il 400 ed il 1000 d.C. Questo periodo, che è l'ultimo del Periodo Woodland, costituisce uno stadio di transizione verso la Cultura del Mississippi nel Nord America orientale. In effetti essendo il passaggio alla cultura del Mississippi un processo continuo, le date di riferimento per inizio e fine del periodo, variano da regione a regione.
Nel Tardo Woodland si ha un notevole declino nella costruzione di tummuli funerari e relativi cerimonialismi accompagnato da una diminuzione nel commercio di beni esotici e strumenti per cerimonie che erano tipici della tradizione Hopewell. Questi fenomeni tuttavia non sono nella stessa misura in tutte le aree.
In generale il Tardo Woodland è visto tradizionalmente come un periodo di declino e confusione. Studi recenti hanno dimostrato come questa visione sia in larga parte errata ed il Tardo Woodland sia in realtà un periodo di apprezzabili evoluzioni culturali. Ci sono segni di un aumento della popolazione ed in molte aree le piccole comunità divengono più ampie e si diffondono a popolare intensamente il territorio. Vi sono anche dei progressi sul fronte tecnologico: arco e freccia si diffondono rapidamente. Questo fatto, unitamente ad una maggiore pressione per le risorse alimentari dovuto alla crescita della popolazione, può spiegare la crescita di conflitti armati riscontrata in molte aree.
Nel Tardo Woodland, a differenza che nel Medio Woodland in cui si era sviluppata una cultura comune di scambio di beni e di pratiche funerarie (tradizione Hopewell), si svilupparono delle piccole culture locali con valenze specifiche per area geografica. Fra queste:
- le culture di Baytown, di Troyville e di Coles Creek, nella bassa valle del Mississippi;
- la cultura di Plum Bayou in Arkansas.
- la cultura di Weeden Island in Florida, Georgia ed Alabama;
- le culture di Flint River e McKelvey nella media valle del Tennessee;